# Michael Tumi
Michael Tumi (Padua, 12 februari 1990) is een Italiaanse sprinter. Hij bezit sinds 17 februari 2013 het nationale record op de 60 m met een tijd van 6,51 s.

## Loopbaan
Nadat Tumi aan het begin van 2011 zijn eerste nationale titel had veroverd op de 60 m indoor, een titel die hij in de jaren die volgden zou prolongeren, behaalde hij later dat jaar zijn eerste internationaal aansprekende resultaten op de Europese kampioenschappen U23. In Ostrava veroverde hij op de individuele 100 m een zilveren medaille, waarna hij op de 4 x 100 m estafette samen met zijn landgenoten Francesco Basciani, Davide Manenti en Delmas Obou in 39,05 zelfs naar de overwinning snelde. 
Op de wereldkampioenschappen van 2011 ging het op de 4 x 100 m zelfs nog een tandje sneller dan in Ostrava. In de finale kwam het Italiaanse viertal in de samenstelling Michael Tumi, Simone Collio, Emanuele Di Gregorio en Fabio Cerutti tot 38,96, maar dat leverde in de wedstrijd in Daegu, die door het Jamaicaanse team werd overheerst, niet meer op dan een vijfde plaats.     
Dat de korte sprint hem prima ligt, bewees Tumi in 2013 ook op andere wijze. Nadat hij in eigen land het nationale record op de 60 m indoor van Pierfrancesco Pavoni uit 1990 had verbeterd tot 6,51, snelde hij vervolgens op de Europese indoorkampioenschappen in Göteborg op dit onderdeel naar het brons in 7,52, waarbij hij één honderdste seconde verwijderd bleef van zijn eigen record. 
Tumi was succesvol tijdens de Middellandse Zeespelen 2013. Hij veroverde een bronzen medaille op de 100 m in een tijd van 10,25 s. Ook zat de sprinter in het estafetteteam van de 4 x 100 m, dat kampioen werd. Later in het jaar werd Tumi uitgezonden naar de wereldkampioenschappen van Moskou. Hij nam deel aan de 4 x 100 m, maar het team bereikte de finale niet.

## Titels
- Europees kampioen U23 4 x 100 m - 2011
- Kampioen Middellandse Zeespelen 4 x 100 m - 2013
- Italiaans indoorkampioen 60 m - 2011, 2012, 2013

## Persoonlijke records
Outdoor
| Onderdeel | Prestatie | Datum       | Plaats  |
| --------- | --------- | ----------- | ------- |
| 100 m     | 10,19 s   | 19 mei 2013 | Gavardo |
| 200 m     | 21,25 s   | 5 mei 2013  | Roverto |

Indoor
| Onderdeel | Prestatie          | Datum            | Plaats |
| --------- | ------------------ | ---------------- | ------ |
| 50 m      | 5,76 s (nat. rec.) | 14 februari 2012 | Liévin |
| 60 m      | 6,51 s (nat. rec.) | 17 februari 2013 | Ancona |

## Palmares

### 60 m
- 2013:  EK indoor - 6,52 s

### 100 m
- 2011:  EK U23 - 10,47 s
- 2013:  Middellandse Zeespelen - 10,25 s

### 4 x 100 m
- 2011:  EK U23 - 39,05 s
- 2011: 5e WK - 38,96 s
- 2013:  Middellandse Zeespelen - 39,06 s